# Josh Gad
Joshua Ilan Gad (sinh ngày 23 tháng 2 năm 1981) là một diễn viên, ca sĩ người Mỹ. Anh được biết đến với vai lồng tiếng cho nhân vật người tuyết Olaf của phim hoạt hình Frozen và vai Arnold Cunningham trong vở The Book of Mormon của sân kấu kịch Broadway.
Josh cũng tham gia trong một số chương trình ti vi như: ER, The Daily Show, Modern Family, New Girl, Bored to Death, và Numb3rs. Anh vào vai Skip Gilchrist trong sitcom chính trị 1600 Penn của đài NBC. Về điện ảnh, anh từng góp mặt trong các phim như: The Rocker, The Internship, 21, Love & Other Drugs, Frozen, Jobs, Pixels, The Wedding Ringer, The Angry Birds Movie, A Dog's Purpose và Beauty and the Beast.

## Tiểu sử
Josh Gad sinh ra tại thành phố Hollywood, bang Florida. Mẹ anh là người môi giới bất động sản còn cha dượng anh là một nhà tư vấn đầu tư.

## Đời tư
Gad kết hôn với diễn viên Ida Darvish năm 2008, hiện cặp đôi đã có hai con gái.

## Danh sách phim

### Điện ảnh
| Năm  | Tựa đề                       | Vai diễn                                            | Chú thích                                         |
| ---- | ---------------------------- | --------------------------------------------------- | ------------------------------------------------- |
| 2002 | Mary and Joe                 | Angel                                               |                                                   |
| 2007 | Watching the Detectives      | Mark                                                |                                                   |
| 2008 | 21                           | Miles                                               |                                                   |
| 2008 | The Rocker                   | Matt                                                |                                                   |
| 2009 | Crossing Over                | Howie                                               |                                                   |
| 2009 | The Lost Nomads: Get Lost!   |                                                     |                                                   |
| 2009 | Big Guy                      | Rodney                                              | Vai diễn nhỏ                                      |
| 2010 | Marmaduke                    |                                                     |                                                   |
| 2010 | Love & Other Drugs           | Josh Randall                                        |                                                   |
| 2011 | Mardi Gras: Spring Break     |                                                     |                                                   |
| 2012 | She Wants Me                 | Sam Baum                                            |                                                   |
| 2012 | Ice Age: Continental Drift   | Louis (lồng tiếng)                                  |                                                   |
| 2012 | Thanks for Sharing           | Neil                                                |                                                   |
| 2013 | Jobs                         | Steve Wozniak                                       |                                                   |
| 2013 | The Internship               |                                                     |                                                   |
| 2013 | Frozen                       | Olaf (lồng tiếng)                                   | Đoạt giải Annie                                   |
| 2014 | Wish I Was Here              | Noah Bloom                                          |                                                   |
| 2015 | The Wedding Ringer           | Doug Harris                                         |                                                   |
| 2015 | Frozen Fever                 | Olaf (lồng tiếng)                                   | Phim ngắn                                         |
| 2015 | Pixels                       | Ludlow Lamonsoff                                    |                                                   |
| 2016 | The Angry Birds Movie        | Chuck (lồng tiếng)                                  | [ 5 ]                                             |
| 2017 | A Dog's Purpose              | Bailey, Buddy, Tino, Ellie, và Waffles (lồng tiếng) |                                                   |
| 2017 | Beauty and the Beast         | LeFou                                               | Đề cử - Giải MTV Movie & TV (cùng với Luke Evans) |
| 2017 | Marshall                     | Sam Friedman                                        |                                                   |
| 2017 | Murder on the Orient Express | Hector MacQueen                                     | Hậu kỳ                                            |
| 2017 | Olaf's Frozen Adventure      | Olaf (lồng tiếng)                                   |                                                   |

### Truyền hình
| Năm       | Tựa đề                          | Vai diễn                      | Chú thích                                                        |
| --------- | ------------------------------- | ----------------------------- | ---------------------------------------------------------------- |
| 2005      | ER                              |                               | Tập phim: "Here and There"                                       |
| 2007-08   | Back to You                     | Ryan Church                   | Vai chính; 17 tập                                                |
| 2008      | American Dad!                   |                               | Tập phim: "Pulling Double Booty"                                 |
| 2008-09   | Numb3rs                         | Roy McGill                    | 2 tập                                                            |
| 2009      | Waiting to Die                  | Simon                         |                                                                  |
| 2009      | No Heroics                      |                               |                                                                  |
| 2009      | Party Down                      | Jeffrey Ells                  | Tập phim: "California College Conservative Union Caucus"         |
| 2009      | Woke Up Dead                    | Matt                          | 21 tập                                                           |
| 2009-11   | The Daily Show with Jon Stewart |                               |                                                                  |
| 2011      | The Cleveland Show              | Droopy / Pimp (lồng tiếng)    | Tập phim: "Our Gang"                                             |
| 2011      | Californication                 |                               | 2 tập                                                            |
| 2011      | Gigi: Almost American           | Gigi                          | 10 tập                                                           |
| 2011      | Modern Family                   | Kenneth Ploufe                | Tập phim: "Punkin Chunkin"                                       |
| 2011      | Good Vibes                      | Mondo (lồng tiếng)            | Vai chính; 12 tập                                                |
| 2012–2013 | 1600 Penn                       | Skip Gilchrist                | Nhà sản xuất; Vai chính; 13 tập                                  |
| 2012–2015 | New Girl                        |                               | 3 tập                                                            |
| 2013      | Hollywood Game Night            | (Chính anh ấy)                | Tập phim: "America's Got Game Night"                             |
| 2014      | Monsters vs. Aliens             |                               | Tập phim: "Bride of the Internet"                                |
| 2015      | The Comedians                   | Josh                          | Vai chính                                                        |
| 2015      | Sesame Street                   | Vincent Van Stop              | Tập phim: "Bert's Sign Painting Challenge                        |
| 2015      | The Daily Show with Jon Stewart | (Chính anh ấy)                | Tập thứ 2677; khách mời                                          |
| 2015      | Phineas and Ferb                | Wendell (lồng tiếng)          | 2 tập                                                            |
| 2015      | TripTank                        | Louis (lồng tiếng)            | 1 tập                                                            |
| 2016      | Sofia the First                 | Olaf (lồng tiếng)             | Tập phim: "The Secret Library: Olaf and the Tale of Miss Nettle" |
| 2016      | Lip Sync Battle                 | (Chính anh ấy) / Donald Trump | Tập phim: "Josh Gad vs. Kaley Cuoco"                             |
| 2016      | Talking Dead                    | (Chính anh ấy)                | Khách mời                                                        |
| 2016      | LEGO Frozen Northern Lights     | Olaf (lồng tiếng)             | Khách mời đặc biệt                                               |
| 2017      | Star Wars Rebels                |                               | Tập phim: "Double Agent Droid"                                   |

### Trò chơi
| Năm  | Tựa đề               | Vai lồng tiếng |
| ---- | -------------------- | -------------- |
| 2012 | MIB: Alien Crisis    |                |
| 2013 | Frozen: Olaf's Quest | Olaf           |
| 2015 | Disney Infinity 3.0  | Olaf           |

### Sân khấu/Kịch
| Năm  | Tựa đề                                     | Vai diễn         | Chú thích |
| ---- | ------------------------------------------ | ---------------- | --------- |
| 2005 | The 25th Annual Putnam County Spelling Bee | William Barfee   |           |
| 2011 | The Book of Mormon                         | Elder Cunningham |           |